# Brettanomyces
Brettanomyces è il nome di un genere di lieviti appartenente alla famiglia delle Pichiaceae.
Attualmente il genere Brettanomyces comprende cinque specie differenti: B. custersianus, B. naardenensis, B. nanus, B. anomalus e B. bruxellensis. Di queste, le ultime due hanno una forma sporigena chiamata Dekkera e sono le due specie che più spesso vengono isolate dal vino. Per questo motivo ed essendo B. bruxellensis la specie di Brettanomyces più conosciuta, il nome "Dekkera" viene spesso usato intercambiabilmente con "Brettanomyces" ed entrambe le denominazioni vengono generalmente utilizzate per indicare B. bruxellensis.
La morfologia cellulare del lievito può variare da una forma ovoidale a tubolare allungata. Il lievito è acidogenico e si riproduce velocemente in soluzioni glucosate producendo grandi quantità di acido acetico. Il Brettanomyces è molto importante sia per la birrificazione che per la vinificazione.
In natura, Brettanomyces vive sulle bucce della frutta. Esso venne scoperto all'interno del laboratorio Carlsberg in 1904 da N. Hjelte Claussen, mentre stava studiando le birre britanniche ale. Il nome del genere Brettanomyces deriva dal greco e significa "fungo britannico". I nomi attribuiti in origine alle varie specie (vini, lambicus, intermedius, claussenii e altri), invece, sono da considerarsi obsoleti, dal momento che tutte sono poi state riclassificate come B. bruxellensis.

## Vino
Quando il lievito Brettanomyces si riproduce nel vino crea diversi composti che possono alterarne l'aroma. Alcuni enologi concordano sul fatto che a basse dosi la presenza di questi composti possa avere un effetto positivo sul vino, contribuendo alla sua struttura e donando un carattere di invecchiamento ad alcuni vini rossi novelli. Tuttavia quando i livelli dei composti sensoriali superano largamente una determinata soglia, la loro percezione è quasi sempre negativa. Le soglie sensoriali possono differire tra le singole persone, e alcuni trovano i composti più gradevoli rispetto ad altri. Anche se può essere auspicabile un dosaggio ai livelli inferiori, non vi è alcuna garanzia che possa venir prodotto anche ad alti dosaggi. Visto che il Brettanomyces è potenzialmente in grado di rovinare un vino, è generalmente visto come un elemento peggiorativo, e la sua presenza nel vino come un difetto.
I vini contaminati con il Brettanomyces vengono spesso definiti "Bretty", "metallici", o con carattere Brett".
I lieviti appartenenti al genere Brettanomyces-Dekkera costituiscono oggi un grave problema a causa della produzione di odori sgradevoli nel vino, che possono causarne notevoli deprezzamenti. I difetti organolettici causati da Brettanomyces spp. e riscontrati nei vini di tutto il mondo sono riconducibili a odori simili a cane bagnato, orina di topo, sudore di cavallo, stalla, vernice, plastica, etc, che vengono nell'insieme definiti come “nota Brett”. La presenza di questi odori è attribuibile alla produzione da parte di Brettanomyces spp. di alcuni fenoli volatili, come il 4-etil guaiacolo, 4-etilfenolo, 4-vinilguaiacolo ed il 4 vinilfenolo.
I fenoli volatili, associati all'attività dei lieviti del genere Brettanomyces, sono prodotti dalla trasformazione degli acidi idrossicinnamici, para-cumarico e ferulico, naturalmente presenti in mosti e uve. Il meccanismo di conversione coinvolge due reazioni enzimatiche. Nella prima, l'enzima “phenolic acid decarboxylase” (PAD) decarbossila gli acidi idrossicinnamici nei vinil derivati corrispondenti (4-vinil guaiacolo dall'acido ferulico e 4-vinil fenolo dall'acido para-cumarico). Nella seconda reazione l'enzima vinil fenolo reduttasi (VPR) converte i vinil fenoli in etil fenoli. La sequenza nucleotitica di questi due enzimi è ancora sconosciuta.

### Composti creati
I composti responsabili di dare un cattivo gusto ai vini sono: 
- 4-etilfenolo: cerotto, aia, stalla di cavalli, antisettico
- 4-etilguaiacolo: pancetta affumicata, spezie, chiodi di garofano, affumicato
- acido 3-metilbutanoico: sudore, formaggio, rancido

Questi composti possono conferire proprietà sensoriali completamente diverse, ad un vino, al variare delle proporzioni.

### Origini nella vinificazione
Il Brettanomyces è particolarmente associato ai vini rossi invecchiati in botte, ma è stato anche trovato nei Chardonnay e Sauvignon Blanc. In alcuni casi il lievito ha causato la contaminazione in spumanti prodotti secondo il metodo champenoise quando molto zuccherini. Si pensa che il Brettanomyces possa essere introdotto in una cantina da insetti vettori come i moscerini della frutta o con l'acquisto di botti che hanno contenuto vino contaminato. La capacità di metabolizzare il disaccaride cellobiosio, insieme alla superficie irregolare dell'interno di un barile, offrono le condizioni ideali per la crescita del Brettanomyces. Una volta che il lievito è presente in una cantina, è difficile da sradicare e si diffonde facilmente alle apparecchiature poco pulite.

### Misure di prevenzione
La crescita del Brettanomyces può essere controllata con l'aggiunta di biossido di zolfo, a cui il lievito è particolarmente sensibile. L'aggiunta di altri composti sterilizzanti come il dimetildicarbonato ha spesso gli stessi effetti, ma solo se in combinazione all'uso di anidride solforosa. In alternativa il vino può essere imbottigliato dopo una filtrazione sterile, che rimuove fisicamente il lievito, ma non elimina i cattivi odori, se il vino ha già avuto modo di produrli. Metodi alternativi, come il controllo biologico tramite aggiunta di enzimi batterici o tossine, vengono attualmente utilizzati in via sperimentale. I vini a basso residuo zuccherino, come quelli con <1.0g/L, hanno minore probabilità di essere contaminati visto che il substrato zuccherino è molto limitato. Tuttavia la crescita è stata rilevata anche a livelli inferiori a questo e si presume che il lievito possa utilizzare altri substrati. Ad oggi, è il chitosano l unica molecola davvero efficace nel controllo dell'attività di questo lievito, ma solo su ceppi diploidi. Tutte le molecole prima utilizzate, sole o in combinazione avevano come unico risultato la sua inibizione. L'anidride solforosa è davvero efficace solo in dosi massicce, compromettenti la qualità del vino. 

### Metodi analitici[3]
Le tecniche analitiche tradizionali per l'identificazione e la quantificazione di Brettanomyces sono tuttora quelle di maggior utilizzo nell'industria enologica, in quanto relativamente poco costose e di semplice applicazione. Altre, basate su metodiche di biologia molecolare, stanno diffondendosi in quanto più veloci, ma comportano costi maggiori. Infine, tecniche sperimentali che impiegano biosensori (geno- e immunosensori) sono state descritte in letteratura.

#### Metodi analitici diretti
I metodi analitici diretti per la ricerca di Brettanomyces sono basati all'identificazione delle cellule all'interno della matrice in esame.

##### Coltura su piastra e osservazione al microscopio
I protocolli classici di analisi per l'identificazione di Brettanomyces su matrici enologiche prevedono l'utilizzo delle tecniche di crescita su piastra associate all'osservazione al microscopio di cellule prelevate dalle eventuali colonie cresciute.
Generalmente un volume ridotto (ad es. 0,1 ml) del campione tal quale viene depositato direttamente su una piastra Petri contenente un terreno di coltura agarizzato già solidificato; dopodiché si procede allo spatolamento del liquido fino al suo totale assorbimento da parte del terreno (semina per spatolamento). Lo stesso procedimento viene effettuato utilizzando piccoli volumi prelevati da soluzioni ottenute diluendo il campione 1:10, 1:100 e così via, in base alle necessità ovvero a quante UFC (unità formanti colonia) ci si aspetta di trovare nel campione. Si procede poi all'incubazione delle piastre a temperature e per tempi stabiliti dai diversi protocolli di analisi. 
I terreni di coltura utilizzati per questo scopo sono generalmente dei terreni complessi addizionati con antibiotici come cicloesimide e cloramfenicolo per garantire la selezione, ovvero per evitare che sulla piastra crescano batteri, muffe o lieviti diversi da Brettanomyces. Alcuni di essi contengono inoltre il verde di bromocresolo come indicatore della produzione di acidi da parte dei microrganismi.
I principali svantaggi dell'utilizzo delle tecniche di crescita su piastra sono i lunghi tempi di incubazione necessari alla comparsa delle colonie di Brettanomyces su piastra (fino a 15 gg) e l'esistenza di lieviti cicloesimide-resistenti (ad es. Pichia guilliermondii, Kloeckera apiculata, Candida parapsilosis e Schizosaccaromyces pombe) che potrebbero determinare dei falsi positivi. In questi casi l'analisi della forma e della consistenza della colonia può essere d'aiuto, ma si rende comunque necessaria l'osservazione al microscopio delle cellule da essa prelevate.
Anche tramite osservazione al microscopio non è facile distinguere le cellule di Brettanomyces da altri lieviti che possono contaminare il vino. Infatti, la morfologia delle cellule varia in modo notevole da ceppo a ceppo ed è spesso dipendente da età, mezzo di crescita e condizioni di stress. Per ovviare a questo problema, sono stati messi a punto protocolli di ibridazione in situ che permettono di distinguere i vari microrganismi tramite microscopia a fluorescenza.

##### Tecniche di analisi biomolecolare
Queste tecniche si basano sull'utilizzo di amplificazione degli acidi nucleici quali PCR e RT-PCR per l'identificazione del DNA di Brettanomyces all'interno della matrice. Il vantaggio di queste tecniche rispetto ai metodi di coltura tradizionali su piastra è sicuramente la velocità con la quale è possibile ottenere i risultati delle analisi e la possibilità di identificare il microrganismo anche qualora esso sia presente nella forma vitale ma non coltivabile (VBNC).

##### Citofluorimetria a flusso
L'utilizzo del citofluorimetro permette l'identificazione di Brettanomyces all'interno delle bevande, a patto che venga utilizzato un colorante abbastanza specifico. Di recente, l'azienda Amarok Biotechnologies ha messo a punto un test basato sull'utilizzo di anticorpi policlonali coniugati a un fluorocromo per l'identificazione e la quantificazione delle cellule di Brettanomyces.

#### Metodi analitici indiretti
I metodi indiretti per identificare la presenza di Brettanomyces si basano sulla ricerca e quantificazione dei due metaboliti più importanti di Brettanomyces, 4-etilfenolo e 4-etilguaiacolo. Per fare ciò, vengono generalmente utilizzate tecniche di gas cromatografia associata a spettrometria di massa (GC-MS). Questi metodi hanno il vantaggio di essere veloci e poco costosi, ma non permettono l'identificazione della contaminazione da Brett in tempi utili a causa delle elevate soglie di detezione delle molecole sopracitate (quando esse vengono individuate, il prodotto è già stato rovinato). Non è inoltre immediata la stima del numero di cellule nella matrice a partire dalle quantità di fenoli rilevate.

## Birrificazione
Nella maggior parte dei tipi di birra, il Brettanomyces è visto come un contaminante e le caratteristiche gustative da esso introdotte sono considerate sgradevoli. Tuttavia, in alcune birre, in particolare alcune birre tradizionali belghe, è apprezzato e incoraggiato l'utilizzo di questo lievito. Il Lambic  deve il suo caratteristico gusto al Brettanomyces, gusto presente anche nella Oud bruin e nella Flanders red ale. Esempi commerciale di questi prodotti sono Liefmans Brown Ale, Rodenbach Grand Cru e Duchesse de Bourgogne. Il monastero trappista di Orval è l'unico a produrre la birra trappista utilizzando questo tipo di lievito. Nel caso di Orval, i produttori aggiungono il lievito al momento dell'imbottigliamento.
Diversi produttori statunitensi di birra artigianale usano il Brettanomyces nelle loro birre. Questo uso è iniziato per un rinnovato interesse verso le birre belghe (Brewers Association, 2007 Great American Beer Festival linee guida di genere, sezione 13 bis, 16). Alcuni birrifici utilizzano esclusivamente il Brettanomyces per la fermentazione di alcune delle loro birre, e omettono il Saccharomyces dalla loro ricetta. Spesso i birrai statunitensi che utilizzano Brettanomyces, introducono anche batteri che producono acido lattico come il lactobacillus ed il Pediococcus, al fine di fornire asprezza al loro prodotto.
Mentre il Brett è a volte inserito nel recipiente in cui avviene la fermentazione, l'invecchiamento in botti di legno precedentemente infettate da Brettanomyces è un altro metodo utilizzato per dare complessità e asprezza alla birra con il contributo di questi ceppi di lievito. Un primo esempio di questo è la Rosso e Marrone prodotta dalla Captain Lawrence Brewing Company, un premiato Oud Bruin invecchiato in botti di vino contaminate da questi lieviti.
Le birrerie americane che usano Brettanomyces nella loro birra comprendono Ithaca Beer Company (nella loro Brute), Russian River Brewing Company, Deschutes Brewery, Lost Abbey, Captain Lawrence Brewing Company, New Belgium Brewing Company, Goose Island Beer Company (nella loro Matilda), Boulevard Brewing Company (in Saison-Brett), Allagash Brewing Company, Brewery Ommegang (in Ommegeddon e Bière de Mars), Jolly Pumpkin Artisan Ales, Victory Brewing Company (in Wild Devil), Saint Somewhere Brewing, Surly Brewing Company (in Pentagram) e Avery Brewing Company (in Depuceleuse).
Mentre la maggior parte delle stout sono caratterizzate da "ruvidità" attraverso l'uso di malto tostato, alcuni produttori utilizzano il Brettanomyces per ottenere lo stesso scopo. Prima degli anni 1980, quando cambiò i suoi metodi di fermentazione, la Guinness Foreign Extra Stout era prodotta con questo lievito.